# Грабко, Олег Всеволодович
Олег Всеволодович Грабко (род. 13 мая 1961 года в Ленинграде) — российский музыкальный издатель, основатель музыкальной компании «Bomba-Piter inc.» и издательства «Manchester Files».

## Биография
Родился 13 мая 1961 года в Ленинграде. С первого класса школы занимался на аккордеоне, играл в оркестре баянистов Московского района под управлением Артура Жановича Лопанухина.
В 1976 году вместе с одноклассниками Владимиром Михеевым, Сергеем Курсишем и Сергеем Турковым организовал школьный ансамбль «Ваганты» при клубе «Юность».
Через полгода группа переехала во вновь открывшийся клуб «Современник» (Купчино). В январе 1977 года был записан магнитоальбом «Февральский альбом», состоявший в основном из собственных песен. Ансамбль выступил на нескольких фестивалях, давал концерты в школе, в клубе «Современник» и просуществовал вплоть до окончания школы в 1978 году.
С 1978 по 1983 год, обучаясь в ЛЭИС им. Бонч-Бруевича, Олег Грабко играл в нескольких рок-группах (при ДК им. Капранова, ДК ЛМЗ в Пушкине, в автопарке поселка Шушары и пр.), в основном выступая на свадьбах и вечеринках.
Под именем Sad Bird с помощью друзей (Андрея Подольского и Владимира Михеева) записал несколько магнитоальбомов, из которых сохранились немногие, в частности: «Песни для Лёлика» (1980 г.) и «Грустная птица в сиреневых пятнах» (1982 г.).
По окончании института, получив погоны лейтенанта связи, отбыл служить в Белорусский военный округ (г. Гродно и г. Новогрудок).
Вернувшись из армии, устроился в ЦНПО «Ленинец» инженером, но в основном занимался культурно-массовой работой.
С 1986 по 1990 год выезжал в летние пионерские лагеря вожатым, старшим вожатым и старшим воспитателем (Гудаута (Абхазия) п/л "Ленинец" (1986, 1987, 1988 г.г.), Чехословакия, Глинско (1989 г.) - международный пионерский табор и Сочи (1990 г.)).
С августа 1989 года работал помощником директора МКЦ «Максим» (Выборгского района) по культурно-массовой работе.
Сделал попытку войти в Ленинградский рок-клуб с группой «Студия Авто» (реп. база в Шушарах) в составе: Олег Грабко, Андрей Подольский, Илья Шестериковский и Егор (флейта).
В мае 1986 года Олег Грабко ушёл из группы и влился в движение авторской песни. Проехав по фестивалям Саратова, Самары, Ульяновска, Пензы и пр., к 1988 году закончил заниматься музыкой навсегда как автор-исполнитель.
Записывал авторские альбомы, которые дарил в основном друзьям и знакомым.
Последняя запись авторских песен под названием "Что же спеть тебе, моя родная"  была записана на кассетный магнитофон "Вега" в 1987 году для будущей жены Елены перед отъездом в п/л "Ленинец" в Гудауте.
В 2023 году она вышла на лэйбле ООО "Балт-Мьюзик" (бывший Bomba-Piter inc.).
В апреле 1992 года в бывшем помещении МКЦ на ул. Манчестерская, д. 10 открыл первый в Санкт-Петербурге рок-магазин «Манчестер», давший в дальнейшем имя лейблу «Manchester Files» (см. «Bomba-Piter inc.»).
В марте 1993 года под давлением жильцов дома магазин переехал на соседнюю улицу Гаврская, д. 4 в помещение бывшего пункта проката. Несмотря на то, что в небольшом помещении по сути был создан супермаркет музыкальной и околомузыкальной продукции, со стороны властей и бандитов был постоянный прессинг, вследствие чего в конце декабря 1993 года Олег Грабко и два сотрудника (Анна Заседателева и Екатерина Рябчикова) временно переехали c частью товара на Альпийский переулок, 10 (в помещение бывшего клуба филофонистов под управлением Леонида Комина).
Остатки «Манчестера» переехали на Боровую улицу и впоследствии стали магазином «Castle Rock».
24 января 1994 года было зарегистрировано совместное российско-литовское предприятие «Бомба-Питер», оптовый склад которого 1 февраля начал работать по адресу Днепропетровская ул., д. 4.
Дальнейшая деятельность Олега Грабко полностью связана с компанией Bomba-Piter inc..
В 2010 году снимался в телесериале «Приставы» — (серия «Роковая песня»).
Продюсирует музыкальные проекты от классики (струнные сонаты Бетховена на аутентичных инструментах), Полина Фрадкина (фортепиано), русских романсов (Борис Штоколов, Олег Погудин, Галина Сидоренко, Константин Плужников и др.), этники, кроссовера (Терем Квартет, Remake, Санкт-Петербургский Двойной Дуэт Ма.Гр.Иг. Ал.), джаза (Андрей Кондаков, Вячеслав Гайворонский, Александр Рагазанов, и др.) , до современных альтернативных и рок проектов (Кукрыниксы,Снега, Скворцы Степанова, Минус Трели, Торба-на-Круче, S.P.O.R.T., Полковник и однополчане, МашнинБэнд, Pushking, и  пр.).
Его компания реставрирует и переиздаёт магнитоальбомы культовых исполнителей: Егор Летов и Гражданская Оборона, Янка, Телевизор, Александр Башлачёв, Юрий Шевчук, Аквариум, Дмитрий Ревякин, Александр Чернецкий, АукцЫон, Сергей Курёхин, и пр., а также выпускает на физических носителях (аудио-кассеты и компакт-диски) дебютные альбомы таких известных российских групп, как: Король и Шут, Кукрыниксы, Пилот, Ночные Снайперы, Мультфильмы, Зимовье зверей, позиционируя себя, как start up label.
Записывает, продюсирует и издаёт музыку Олега Николаевича Каравайчука.
Большое внимание музыкальная компания Bomba-Piter inc. (с 2022 года ООО "Балт-Мьюзик") уделяет творчеству советских-российских композиторов XX века: Исаак Шварц, Вениамин Баснер, Андрей Петров, Георгий Свиридов, и др., не только реставрируя и переиздавая записи произведений классиков 20 века, но записывая их в новом исполнении, организуя фестивали и концерты их музыки.
Являясь увлечённым аудиофилом и коллекционером музыки, многие проекты переиздаёт на виниловых пластинках: ДДТ, Странные Игры, ИваНова, Мифы, особенное место в коллекции раритетов занимает двойной миньон Gruppa L'eto с кавер версиями песен Аквариума, Зоопарка, Странных Игр, Алисы, Звуков Му, Кино и прочих легенд Ленинградского рок клуба и Московской рок лаборатории.
Олег Грабко работает экспертом и программным директором многих российских фестивалей: «Окна Открой» (СПб), «Рок Иммунитет» (СПб), «Rock-Line» (Пермь), «Калининград in Rock» (Калининград), «Emergenza», «Revolution», "Улетай" (Ижевск), и ещё десятка региональных селекторов новой музыки, преподает, организует промо-фестивали и гастроли, продвигает новые имена на музыкальный рынок.
Представляет себя как продюсер стартап-проектов.

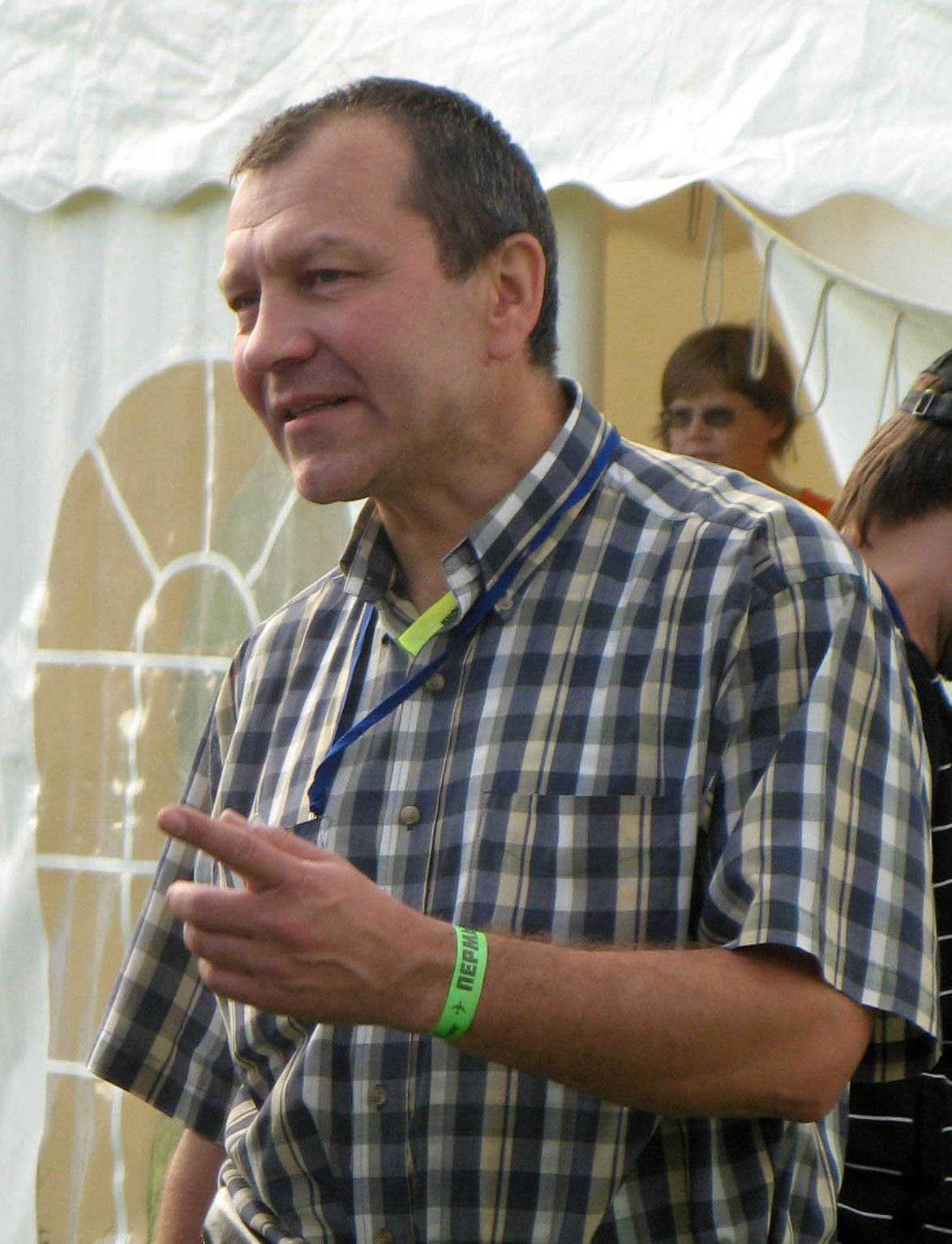
Олег Грабко на фестивале «Rock-Line-2011» в Перми

Регулярно организует туры и фестивали как в России, так и за рубежом. Формирует некий профсоюзный кластер всех музыкальных фестивалей России и ближнего зарубежья с целью облегчения продвижения на музыкальный рынок новых имен и проектов.
Постоянно пишет обзорные статьи в популярные музыкальные журналы: FUZZ, Петербургский Музыкант, АудиоФормат, и др.
В 2013 году стал ведущим на телеканале ВОТ в авторской программе «Виниломания», а также соведущим в программе «Синие Страницы» Алексея Лушникова.
В 2013 году записал для Нашего Радио (Пермь) серию авторских программ «Разминирование», а также для ряда интернет радиостанций регулярно записывает программы о новинках музыкальной индустрии, делает обзоры музыкальных новинок в СМИ, пишет статьи, стихи и песни.
В 2014 году снялся в артхаусном фильме Сергея Соколинского «В активном поиске»
В феврале 2014 года компания Bomba-Piter inc. отметила своё 20-тилетие большим шестичасовым гала-концертом с участием звёзд современной музыки в клубе Zal снятый профессиональной командой для YouTube канала.
В 1999 году совместно с коммерческим директором Bomba-Piter inc. Артемом Копыловым создал проект промо сборника независимых музыкантов "Охота!".
Бесплатный сборник собирал новую музыку со всего мира и регулярно выходил на компакт-дисках до 2022 года.
Выпущено 100 сборников, давших старт нескольким тысячам молодых музыкантов.
Несколько релизов выходили в аудио и видео варианте (CD + DVD), совместно с компанией Александра Фрумина ТРК «Ночное такси».
После 2022 года сборник продолжил выпуски только в цифровом формате на стриминговых платформах с поддержкой нескольких радиостанций ("НеФорматное радио", "Модное радио", "Радио ШОК", "Город Кудрово", etc.)
Являясь экспертом в широком спектре музыкальных стилей и направлений, активно участвует в различных музыкальных теле и радио эфирах:
- на телеканале ТелеДом в программе "Вечерний чай";
- на телеканале 78 в гостях у Александра Малича;
- с Олегом Погудиным на телеканале ВОТ;
С осени 2014 года ведет авторскую программу «Рок волна» на канале ТРК «Ночное такси», радио «Шансон 24».
На Радио Шок ведёт авторскую программу "Рок волна", представляющую новых артистов лэйбла Бомба-Питер, а также концерты и фестивали.
На радио "Город Кудрово" совместно с Еленой Сотниковой ведёт авторскую программу "Астрономы", представляющую известных представителей культуры.
На "Модном радио" ведёт авторскую программу "Охота на Модном".
В мае 2022 года в знак протеста против агрессии России в Украине, Олег Грабко решил закрыть компанию Бомба-Питер, так как семантика слова "бомба" вновь приобрела негативное значение, и в то время как российские войска бомбят мирные города независимого соседнего государства, оно не может больше ассоциироваться с "взрывом творческой энергии", как было заявлено при создании компании.
В мае 2022 года все активы компании ООО "Бомба-Питер" были переданы в управление ООО "Балт-Мьюзик", а сам Олег Грабко отошёл от всех творческих и финансовых дел компании, переехав жить в деревню.
"К сожалению, музыка не делает этот мир лучше и во время, когда мир рушится, лучше быть ближе к земле", сказал он в завершение своей деятельности.
Женат
(Грабко Елена Александровна), имеет троих детей: Ольга (1989 г.), Илья (1993
г.), Алексей (2001 г.), внуков Платона Ильича Грабко (2019), Миру Артёмовну Грабко (2023).

## Цитаты
У меня в детстве была радиола, на которой я слушал музыку, потом появился магнитофон, на который я эту музыку стал писать. Мне было скучно слушать одному, и я старался это все записать несколько раз, и давал послушать своим друзьям. Потом смотрел на их лица. Таким образом потерял массу своих друзей еще в самом начале, а теперь я дошел до полного извращения, теперь я выпускаю музыку в больших количествах и теряю друзей каждый год, потому что я, видимо, выпускаю не ту музыку, которую слушают мои друзья, и вообще мы выпускам музыку, которая никому не нужна. Она продается, конечно, с трудом, на телевидение не попадает, но, несмотря на это, почему-то люди на неё ходят
— Олег Грабко, 2004.